# Nicole Gius
Nicole Gius, née le 16 novembre 1980 à Silandro, est une skieuse alpine italienne, qui ne s'aligne qu'en slalom spécial et slalom géant.

## Biographie
En équipe nationale depuis 1996, elle fait ses débuts en Coupe du monde le 6 janvier 1998 lors d'un slalom géant à Bormio, mais elle connaît son premier podium en prenant la troisième place lors d'un slalom spécial à Semmering en Autriche le 29 décembre 2002 derrière la Croate Janica Kostelić et la Française Christel Pascal. Il faut attendre quatre ans pour la revoir sur un podium, en effet le 6 janvier 2007, elle se classe seconde dans une épreuve de slalom géant à Kranjska Gora en Slovénie derrière l'Autrichienne Nicole Hosp. Entre-temps, elle participe aux Jeux olympiques de 2002 à Salt Lake City où elle est dixième en slalom spécial et dix-neuvième en slalom géant.
Aux Championnats du monde 2009 à Val d'Isère, elle termine cinquième du slalom, soit son meilleur résultat dans les rendez-vous majeurs. Un an plus tard, aux Jeux olympiques d'hiver de 2010, à Vancouver, elle arrive vingtième du slalom géant et huitième du slalom.
Elle prend sa retraite sportive en 2013.

## Palmarès

### Jeux olympiques d'hiver
| Épreuve / Édition | Salt Lake City 2002 | Vancouver 2010 |
| Slalom géant      | 19e                 | 20e            |
| Slalom            | 10e                 | 8e             |

### Championnats du monde
| Épreuve / Édition | Vail/Beaver Creek 1999 | St. Anton 2001 | Saint-Moritz 2003 | Bormio 2005 | Åre 2007 | Val d'Isère 2009 | Garmisch Partenkirchen 2011 |
| Slalom géant      | abandon                | -              | -                 | 22e         | 20e      | abandon          | -                           |
| Slalom            | 22e                    | 26e            | 23e               | 14e         | 12e      | 5e               | 20e                         |

### Coupe du monde
- Meilleur classement général : 21e en 2003.
- 4 podiums : 2 deuxièmes places et 2 troisièmes places.